# Епархия Ла-Гуайры
Епархия Ла-Гуайры (лат. Dioecesis Guairiensis) — епархия Римско-католической церкви с центром в городе Ла-Гуайра, Венесуэла. Епархия Ла-Гуайры входит в митрополию Каракаса. Кафедральным собором епархии Ла-Гуайры является церковь святого апостола Петра.

## История
15 апреля 1970 года Папа Римский Павел VI издал буллу «Cum summus Deus», которой учредил епархию Ла-Гуайры, выделив её из архиепархии Каракаса.

## Ординарии епархии
- епископ Marcial Augusto Ramírez Ponce (15.04.1970 — 5.12.1972), назначен вспомогательным епископом Каракаса;
- епископ Francisco de Guruceaga Iturriza (2.10.1973 — 18.10.2001);
- епископ José de la Trinidad Valera Angulo (18.10.2001 — 12.10.2011), назначен епископом Гуанаре;
  - Sede vacante (2011—2013);
- епископ Рауль Бьорд Кастильо, S.D.B.[1] (30.11.2013 — 28.06.2024), назначен архиепископом Каракаса;